# South Slave Region
Die South Slave Region ist eine von fünf Verwaltungsregionen in den Northwest Territories. Die Region besteht aus sechs Gemeinden und einem Indian reserve. Die Regionalverwaltung ist in Fort Smith und hat eine Außenstelle in Hay River. Die Region wird vor allem von First Nations bewohnt, Ausnahmen bilden hier Enterprise und Hay River.

## Gemeinden
In der Verwaltungsregion gibt es die nachfolgenden Gemeinden:
| Enterprise                      | Hamlet (Weiler)                 | 99    | 106   |
| Fort Providence                 | Hamlet                          | 734   | 695   |
| Fort Resolution                 | Hamlet                          | 474   | 470   |
| Fort Smith                      | Town (Kleinstadt)               | 2.496 | 2.542 |
| Hay River                       | Town                            | 3.606 | 3.528 |
| Kátł’odeeche (Hay River Dene 1) | Indian reserve (Indian reserve) | 292   | 309   |
| Kakisa                          | Settlement (Siedlung)           | 45    | 36    |